# 10246 Frankenwald
10246 Frankenwald este un asteroid din centura principală de asteroizi.

## Descriere
10246 Frankenwald este un asteroid din centura principală de asteroizi. A fost descoperit pe 24 septembrie 1960 la Observatorul Palomar de Cornelis Johannes van Houten, Ingrid van Houten-Groeneveld și Tom Gehrels. Asteroidul prezintă o orbită caracterizată de o semiaxă mare de 2,56 ua, o excentricitate de 0,06 și o înclinație de 10,2° în raport cu ecliptica.